# De slag tussen de USS Kearsarge en de CSS Alabama
De slag tussen de USS Kearsarge en de CSS Alabama  (Engels: The Battle of the U.S.S. "Kearsarge" and the C.S.S. "Alabama") is de titel van een schilderij van Édouard Manet uit 1864. Het beeldt een zeeslag uit die zich tijdens de Amerikaanse Burgeroorlog voor de kust van Cherbourg afspeelde. Het was Manets eerste schilderij van een eigentijdse gebeurtenis en tevens zijn eerste zeegezicht. Tegenwoordig maakt het deel uit van de collectie van het Philadelphia Museum of Art.

## Slag bij Cherbourg
De CSS Alabama was een kaperschip in dienst van de Geconfedereerde Staten van Amerika. Tussen augustus 1862 en juni 1864 wist zij de scheepvaart van de Noordelijke staten veel schade toe te brengen. Op 11 juni 1864 legde de Alabama aan in de haven van Cherbourg voor reparaties en bevoorrading. De USS Kearsarge, die al twee jaar lang jacht maakte op het kaperschip, kwam drie dagen later bij Cherbourg aan en blokkeerde de doorgang. Raphael Semmes, de kapitein van de Alabama, zag geen andere oplossing dan het gevecht aangaan. Op 19 juni verliet hij de haven, geëscorteerd door een Frans marineschip dat erop moest toezien dat de slag in internationale wateren zou plaatsvinden. Tussen beide schepen vonden gedurende een uur zware beschietingen plaats, waarna de Alabama tot zinken werd gebracht. De kapitein, die zowel in Cherbourg als Engeland grote populariteit genoot, wist op de Deerhound, een Engels jacht, te ontsnappen naar Southampton.

## Voorstelling
De slag tussen de Kearsarge en de Alabama kreeg veel aandacht in de Franse pers. Hoewel Manet niet zelf bij de gevechtshandelingen aanwezig was, begon hij kort erna op basis van krantenbeschrijvingen de gebeurtenis te schilderen. Slechts 26 dagen later kon hij het werk tentoonstellen in de kunstgalerie van Alfred Cadart aan de Rue de Richelieu in Parijs. Boven in het schilderij is de Alabama te zien, die op het punt staat te zinken; daarachter, nauwelijks zichtbaar, de Kearsarge. In de dikke rookwolken zijn de losjes geschilderde masten en touwen slechts gedeeltelijk te zien. Aan de rechterkant is waarschijnlijk de Deerhound geschilderd. Op de voorgrond snelt een Frans schip een aantal matrozen te hulp dat zich heeft vastgeklampt aan een stuk wrakhout.
Hoewel ze niet tot zijn bekendste werken behoren, schilderde Manet een groot aantal zee- en havengezichten. Tot enkele jaren voor zijn dood waren het zelfs de enige landschappen die hij maakte. De reis die hij als jongen van 16 naar Brazilië ondernam en de vele vakanties aan de kust van het Kanaal spelen hier waarschijnlijk een rol in. Opvallend in al deze zeegezichten is de hoge horizon, wellicht geïnspireerd door Japanse prenten. De turquoise, blauw en grijs geschilderde, schuimende zee neemt hierdoor driekwart van het schilderij in.

## Herkomst
- januari 1872: samen met een aantal andere schilderijen gekocht door de Paul Durand-Ruel. De waarde wordt geschat op 3.000 frank.
- mei 1872: Durand-Ruel leent het werk uit voor de Parijse salon.
- De uitgever Georges Charpentier koopt het schilderij voor 700 frank op een veiling.
- Later komt het werk in bezit van Théodore Duret. Deze probeert het werk tevergeefs te verkopen aan de Franse staat.
- 16 oktober 1888: verkocht aan Durand-Ruel voor 3.000 frank.
- 17 oktober 1888: verkocht aan John G. Johnson, een advocaat en verzamelaar uit Phildelphia voor 1.500 Amerikaanse dollar.
- 1917: nagelaten aan het Philadelphia Museum of Art.

## Afbeeldingen

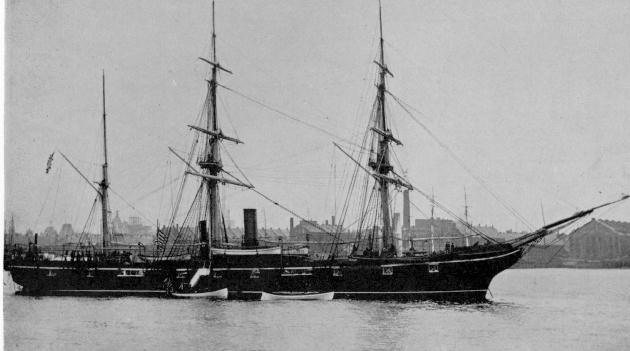
De USS Kearsarge in 1861
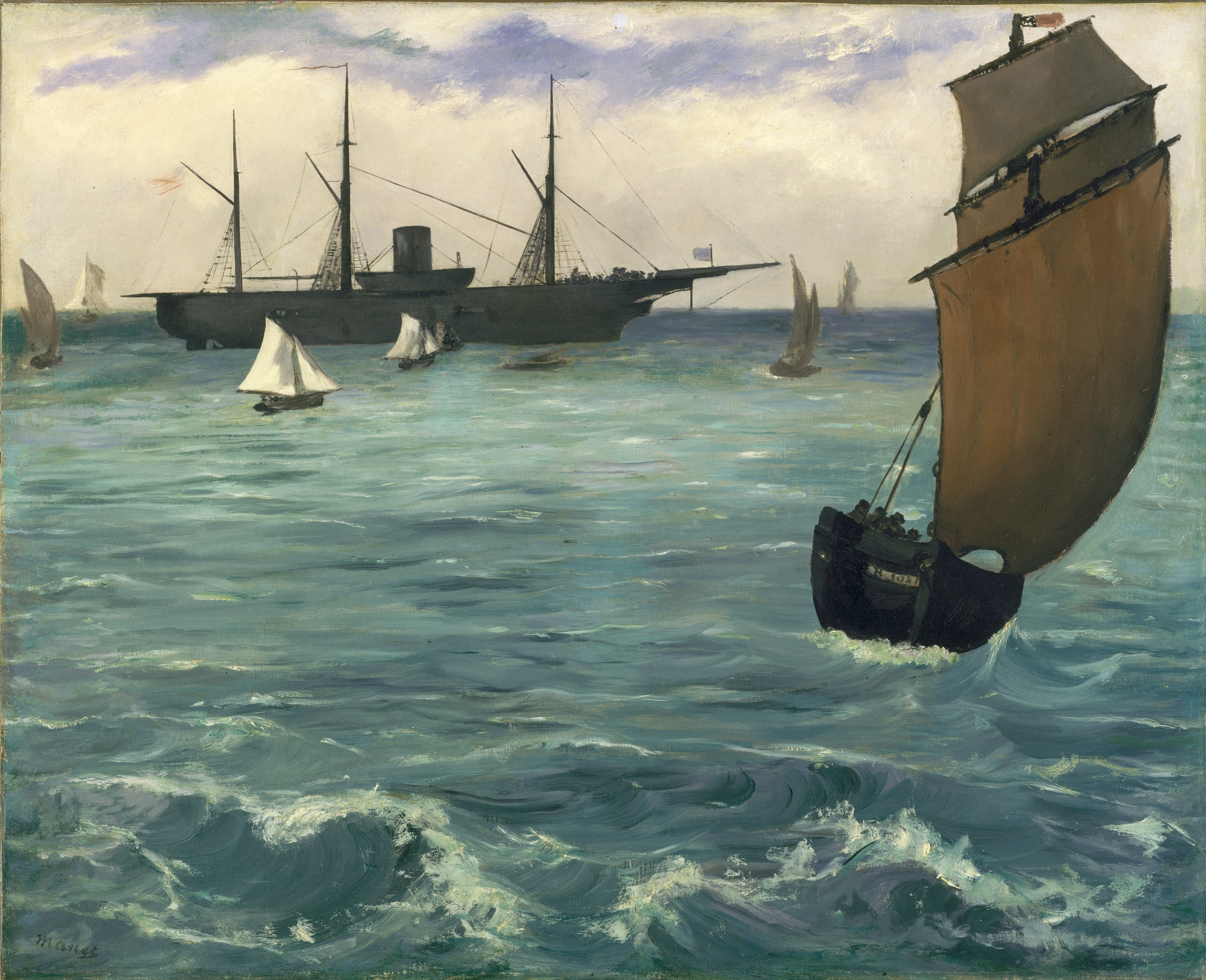
De USS Kearsarge in Boulogne (1864)